# Isla Huevos
La isla Huevos (en inglés: Huevos Island) es una de las islas que conforman la República de Trinidad y Tobago en el mar Caribe, posee una superficie estimada en 1.01 km² (253 acres) es una de las llamadas "islas Bocas" que se encuentran en las Bocas del Dragón entre Trinidad y Venezuela.

## Localidades
- Cape Garlio
- Raya Del Caribe
- Umbrella Rocks
- Tortue Bay
- Balata Bay
- Point Brava